# حكومة وصفي التل الأولى
حكومة وصفي التل الأولى هي الحكومة الرابعة والأربعون من حكومات المملكة الأردنية الهاشمية. شكّل وصفي التل الحكومة في 28 يناير 1962، بتكليف من ملك الأردن الحسين بن طلال. وقد حلّت الحكومة في 2 ديسمبر 1962. اجرت الحكومة تعديلين خلال فترة توليها المسؤوليات.

## الحكومة
| التسلسل | الاسم                            | المهام الوزارية                                   |
| ------- | -------------------------------- | ------------------------------------------------- |
| 1       | دولة السيد وصفي مصطفى وهبي التل  | رئيسا للوزراء ووزيرا للدفاع                       |
| 2       | سماحة الشيخ ابراهيم القطان       | وزير للتربية والتعليم وقاضيا للقضاة               |
| 3       | الدكتور حازم زكي عبدالرحيم نسيبه | وزير للخارجية                                     |
| 4       | السيد داؤود ابوغزاله             | وزير للمواصلات                                    |
| 5       | السيد عزالدين المفتي             | وزير للمالية والجمارك                             |
| 6       | السيد محمد اسماعيل               | وزير للاشغال العامة                               |
| 7       | السيد عبدالوهاب المجالي          | وزير للاقتصاد                                     |
| 8       | السيد حنا خلف                    | وزير للعدلية                                      |
| 9       | السيد كمال الدجاني               | وزير للداخلية                                     |
| 10      | الدكتور صبحي امين عمرو           | وزير للصحة                                        |
| 11      | الدكتور خليل السالم              | وزير شؤون اجتماعية ووزير دولة لشؤون رئاسة الوزراء |
| 12      | دولة الدكتور قاسم الريماوي       | وزير للزراعة والانشاء والتعمير                    |

## التعديلات
التعديل الاول
| التسلسل | الاسم                  | المهام الوزارية                                                   |            |
| ------- | ---------------------- | ----------------------------------------------------------------- | ---------- |
| 1       | الدكتور صبحي امين عمرو | وزير للصحة والانشاء والتعمير                                      | 13/10/1962 |
| 2       | الدكتور خليل السالم    | وزير شؤون اجتماعية والاقتصاد الوطني وزير الدولة لشؤون رئاسة وزراء |            |

التعديلا الثاني
| التسلسل | الاسم                           | المهام الوزارية                            |            |
| ------- | ------------------------------- | ------------------------------------------ | ---------- |
| 1       | دولة السيد وصفي مصطفى وهبي التل | رئيسا للوزراء ووزيرا للدفاع ووزيرا للزراعة | 14/10/1962 |
| 2       | السيد داود ابوغزاله             | وزير للمواصلات ووزيرا للعدلية              |            |
| 3       | السيد محمد اسماعيل              | وزير للاشغال العامة والمالية               |            |

## ابرز الاحداث
- صدور كتاب (ليس سهلا أن تكون ملكا)
- الملك الحسين ينشر الكتاب الابيض والذي يحمل عنوان: الاردن والقضية الفلسطينية والعلاقات العربية[3]
- 28 يناير: تعيين حكومة وصفي التل الأولى لمدة 10 اشهر (الحكومة 44)
- 30 كانون الثاني: ولادة الملك عبدالله الثاني بن الحسين [3](والدته الأميرة منى الحسين) [4]
- اغسطس - آب - عربيا:اتفاق لتوحيد الجيوش ضمن قيادة موحدة بين السعودية  والأردن[3]
- 26 سبتمبر: اليمن: بدء حرب اليمن عام 1962[5][3]
- 24 نوفمبر: مجلس النواب السابع - الانتخابات العامة الأردنية 1962
- تأسيس الجامعة الأردنية[3][6]

## تنظر ايضا
- حكومة وصفي التل الثانية لمدة 3 اشهر. (الحكومة 45)[7]

## وصلات خارجية
- موقع رئاسة الوزراء